# 山口県道503号佐波川自転車道線
山口県道503号佐波川自転車道線（やまぐちけんどう503ごう さばがわじてんしゃどうせん）は防府市新橋町と山口市徳地野谷を結ぶ自転車道（自転車歩行者専用道路）として整備された一般県道である。

## 概要
- 起点：防府市新橋町（山口県道54号防府停車場線・山口県道187号高井大道停車場線交点）
- 終点：山口市徳地野谷（国道489号・島根県道・山口県道123号柿木山口線上）
- 総延長：32km
- 実延長：

## 沿革
- 1997年1月28日 - 山口県告示第54号により認定される。
- 2005年10月1日 - 沿線にあった佐波郡徳地町が山口市の一部になったため、終点の地名表記が佐波郡徳地町野谷から山口市徳地野谷に変更される。

## 通過する自治体
- 山口県
  - 防府市
  - 山口市

## 地理
沿線の主要施設
- 防府市サイクリングターミナル
- 山口市役所 徳地総合支所
- 山口県立防府高等学校佐波分校
- 山口市役所 八坂支所
- 国立山口徳地少年自然の家
- 佐波川ダム

沿線の自然景観
- 佐波川

沿線の名所・旧跡・観光地
- 防石鉄道廃線跡
- 長者ヶ原グリーンスポーツ広場
- 佐波川関水

## 接続道路
| 交差する道路                                                                                                 | 市町村名 | 交差する場所                 | 交差する場所 |
| --- | -------- | ---------------------------- | ------------ |
| 山口県道54号防府停車場線 山口県道187号高井大道停車場線 重複 山口県道502号山口防府小郡自転車道線 重複区間起点 | 防府市   | 新橋町                       | 起点         |
| 山口県道502号山口防府小郡自転車道線 重複区間終点                                                             | 防府市   | 泉町                         |              |
| 山口県道184号三田尻港徳地線 重複区間起点                                                                     | 防府市   | 迫戸町                       |              |
| 国道2号 / 防府バイパス                                                                                       | 防府市   | 東佐波令（ひがしさばりょう） | [ 注釈 1 ]   |
| 山口県道184号三田尻港徳地線 重複区間終点                                                                     | 防府市   | 上右田                       |              |
| 山口県道184号三田尻港徳地線 重複区間起点                                                                     | 防府市   | 真尾（まなお）               |              |
| 山口県道184号三田尻港徳地線 重複区間終点                                                                     | 防府市   | 和宇                         |              |
| 山口県道27号山口徳山線 重複区間起点 山口県道503号佐波川自転車道線 重複区間起点                               | 防府市   | 和字                         |              |
| 山口県道27号山口徳山線 重複区間終点                                                                          | 防府市   | 久兼                         |              |
| 山口県道184号三田尻港徳地線 重複区間終点                                                                     | 山口市   | 徳地伊賀地                   |              |
| 山口県道184号三田尻港徳地線 重複区間起点                                                                     | 山口市   | 徳地伊賀地                   |              |
| 山口県道184号三田尻港徳地線 重複区間終点                                                                     | 山口市   | 徳地堀                       |              |
| 国道376号 | 山口市   | 徳地堀                       |              |
| 国道489号 重複区間起点                                                                                       | 山口市   | 徳地八坂                     |              |
| 山口県道26号山口鹿野線 重複区間起点                                                                          | 山口市   | 徳地八坂                     |              |
| 山口県道26号山口鹿野線 重複区間終点                                                                          | 山口市   | 徳地船路                     |              |
| 島根県道・山口県道123号柿木山口線 重複区間起点                                                               | 山口市   | 徳地野谷                     |              |
| 国道489号 重複区間終点 島根県道・山口県道123号柿木山口線 重複区間終点                                        | 山口市   | 徳地野谷                     | 終点         |